# Кумагорск
Кумагорск — посёлок в составе муниципального образования «Сельское поселение Побегайловский сельсовет» Минераловодского района Ставропольского края.
Известен как бальнеогрязевой курорт.

## Варианты названия
- Кумагорский
- Кумагорский курорт[2]

## География
Расположен в пределах Ставропольской возвышенности, на плато Кокуртлы, на высоте 388—398 м над уровнем моря.
Расстояние до краевого центра: 118 км.
Расстояние до районного центра: 13 км.
3,5-4 км до железнодорожной платформы Кумагорск.

## Природа
В окрестностях Кумагорска — отдельные горы-лакколиты, типичные для района Кавказских Минеральных Вод. Растительность в основном степная; на территории курорта — лесопарк (лиственные и хвойные породы, насаждения плодовых деревьев; урочище Кумагорское включает лес и обе горы — Кинжал гора (Канглы, Канхалы) и Кум-гора (Кокуртлы) (406,9 м)).

## Климат
Климат умеренный континентальный. Зима умеренно мягкая; средняя температура января −4 °C. Весна прохладная и дождливая. Лето очень тёплое, с большим числом солнечных дней; средняя температура июля 23 °C. Осень довольно сухая, тёплая, заморозки появляются в конце октября. Осадков 450 мм в год, главным образом весной и в начале лета. Наименьшая относительная влажность в июле (48 %).

## История
Минеральные источники в районе Кумагорска ещё в XVIII веке были известны местному населению, которое использовало их с лечебными целями. Первое упоминание об источниках содержится у И. А. Гульденштедта, который участвовал в экспедиции на Кавказ, организованной в 70-х гг. XVIII века Российской АН. 
30 апреля 1896 года содана охранная зона Кумагорских целебных источников. Высочайшим указом они были объявлены имеющими общественное значение и взяты под особое покровительство правительством.
В 1916 году с помощью русского курортолога Н. Славянова был осуществлен каптаж минерального источника.
Однако лечебных учреждений в Кумагорске длительное время не существовало. В 1916—1917 Кумагорск был объявлен «земским курортом». Но фактически как курорт стал функционировать лишь после установления советской власти.

## Население
| 1989 | 2002 | 2010 | 2014 |
| ---- | ---- | ---- | ---- |
| 164  | ↘159 | ↘150 | ↘100 |

По данным переписи 2002 года, в национальной структуре населения русские составляли 72 %, ногайцы — 27 %.

## Инфраструктура
- Краевая Кумагорская больница восстановительного лечения

## Лечебные факторы курорта
Основные природные лечебные свойства — минеральные воды и иловая грязь.
 По химическому составу мин. воды 8 источников относятся к сульфидным (гидрокарбонатно-хлоридным натриевым, сульфатно-гидрокарбонатным натриевым и сульфатно-хлоридным натриево-магниевым) преимущественно с невысокой минерализацией. Суммарный суточный дебит около 300 м3. Воду основного источника используют для ванн, для питьевого лечения применяют воду других источников.
 Иловую сульфидную грязь, которая используется для грязелечения, добывают из небольшого (площадь около 800 м2) солёного озера, находящегося на территории курорта.

## Санаторно-курортная база
См. также 
На курорте осуществляется лечение больных, страдающих бруцеллёзом (преимущественно животноводы Ставрополья и соседних областей), сопутствующими заболеваниями желудка. Функционирует в ведении органов здравоохранения санаторий (300 мест; с физиотерапевтической больницей), в котором имеются отделения для проведения бальнеотерапевтических и грязелечебных процедур. Организовано амбулаторно-курсовочное лечение.